# سلطان‌آباد (چهارباغ)
سلطان‌آباد (چهارباغ)، روستایی از توابع بخش مرکزی شهرستان چهارباغ در استان البرز ایران است.و نزدیک ترین روستا به شهر کرج و تهران میباشد؛ این روستا نزدیک ترین راه ارتباطی از طریق کیانمهر به سمت روستاهای عرب آباد ؛ رامجین و زعفرانیه؛ قوهه میباشد.
این روستا از سمت شمال به شهر چهارباغ و راه آهن تهران-تبریز و جاده کرج-قزوین، از جانب شرق به کیانمهر مهرشهر ، از جنوب به شهرک ابریشم و فرودگاه پیام ؛ و از طرف غرب به روستاهای عرب آباد خسروی و رامجین محدود می شود.
از مناطق گردشگردی و تفریحی این روستا میتوان به باشگاه اسب سواری ایران توسعه و ایرانمهر اشاره کرد.

## جمعیت
این روستا در بخش مرکزی شهرستان ( چهارباغ ) قرار دارد و براساس سرشماری مرکز آمار ایران [[سرشماری عمومی نفوس و مسکن (۱۳۹۵) جمعیت آن ۸۶۷ نفر (۲۴۵خانوار) بوده‌است.